# Анаміка Бгаргава
Анаміка Бгаргава (англ. Anamika Bhargava; нар. 13 квітня 1989, Нью-Йорк) — колишня американська тенісистка.
Найвищу позицію світового рейтингу в одиночному розряді — 608 місце досягла 15 вересня 2014, парну — 283 місце — 24 червня 2013 року.
Здобула 9 парних титулів туру ITF.

## Фінали ITF

### Одиночний розряд: 2 (2 поразки)
| Легенда         |
| --------------- |
| Турніри $50,000 |
| Турніри $25,000 |
| Турніри $10,000 |

| Фінали за покриттям |
| ------------------- |
| Тверде (0–1)        |
| Ґрунт (0–1)         |
| Килим (0–0)         |

| Результат | Ранг | Дата           | Турнір                  | Покриття | Суперниця               | Рахунок  |
| --------- | ---- | -------------- | ----------------------- | -------- | ----------------------- | -------- |
| Поразка   | 1.   | 17 жовтня 2001 | ITF Монтего-Бей, Ямайка | Тверде   | Зузана Злохова          | 4–6, 3–6 |
| Поразка   | 2.   | 22 жовтня 2012 | ITF Луке, Парагвай      | Ґрунт    | Каміла Джангреко Кампіс | 5–7, 4–6 |

### Парний розряд: 15 (9–6)
| Легенда         |
| --------------- |
| Турніри $50,000 |
| Турніри $25,000 |
| Турніри $15,000 |
| Турніри $10,000 |

| Фінали за покриттям |
| ------------------- |
| Тверде (5–6)        |
| Ґрунт (4–0)         |
| Трава (0–0)         |
| Килим (0–0)         |

| Результат | Ранг | Дата              | Турнір                   | Покриття | Партнерка            | Суперниці                                     | Рахунок             |
| --------- | ---- | ----------------- | ------------------------ | -------- | -------------------- | --------------------------------------------- | ------------------- |
| Перемога  | 1.   | 26 березня 2012   | ITF Анталія, Туреччина   | Ґрунт    | Силвія Кривач        | Анна Кароліна Шмідлова Шанталь Шкамлова       | 4–6, 6–4, [10–3]    |
| Перемога  | 2.   | 28 травня 2012    | ITF Гілтон-Гед, США      | Тверде   | Силвія Кривач        | Єлена Дурисич Ріо Кітаґава                    | 6–1, 6–4            |
| Поразка   | 1.   | 30 липня 2012     | ITF Форт-Верт, США       | Тверде   | Елізабет Ферріс      | Маколл Гаркінс Даєнн Голландс                 | 6–7(6), 4–6         |
| Перемога  | 3.   | 22 жовтня 2012    | ITF Луке, Парагвай       | Ґрунт    | Силвія Кривач        | Андреа Бенітес Ракел Пілтшер                  | 6–4, 6–2            |
| Перемога  | 4.   | 29 жовтня 2012    | ITF Асунсьйон, Парагвай  | Ґрунт    | Силвія Кривач        | Андреа Бенітес Ракел Пілтшер                  | 6–1, 6–4            |
| Поразка   | 2.   | 5 листопада 2012  | ITF Асунсьйон, Парагвай  | Тверде   | Силвія Кривач        | Марія Фернанда Альварес Теран Шанель Сіммондс | 6–4, 3–6, [5–10]    |
| Поразка   | 3.   | 17 лютого 2013    | ITF Ранчо-Санта-Фе, США  | Тверде   | Маколл Гаркінс       | Еллі Вілл Ейжа Мугаммад                       | 1–6, 4–6            |
| Перемога  | 5.   | 11 березня 2013   | ITF Анталія, Туреччина   | Ґрунт    | Ніколь Меліхар       | Альона Фоміна Сопія Шапатава                  | 6–7(7), 6–3, [10–7] |
| Поразка   | 4.   | 18 березня 2013   | ITF Анталія, Туреччина   | Тверде   | Ніколь Меліхар       | Оксана Калашникова Ксенія Палкіна             | 1–6, 3–6            |
| Поразка   | 5.   | 3 червня 2013     | ITF Лас-Крусес, США      | Тверде   | Хібі Майо            | Марія Фернанда Альварес Теран Кері Вонґ       | 2–6, 2–6            |
| Перемога  | 6.   | 27 жовтня 2013    | ITF Флоренс, США         | Тверде   | Медісон Бренгл       | Крісті Бокс Абігейл Гатрі                     | 7–5, 7–5            |
| Перемога  | 7.   | 15 листопада 2013 | ITF Мумбаї, Індія        | Тверде   | Емілі Веблі-Сміт     | Hsu Ching-wen Еден Сілва                      | 6–4, 7–5            |
| Перемога  | 8.   | 16 червня 2014    | ITF Кінтана-Роо, Мексика | Тверде   | Еллі Вілл            | Вікторія Родрігес Марсела Сакаріас            | 6–2, 6–2            |
| Перемога  | 9.   | 23 червня 2014    | ITF Кінтана-Роо, Мексика | Тверде   | Еллі Вілл            | Вікторія Родрігес Марсела Сакаріас            | 6–0, 6–4            |
| Поразка   | 6.   | 24 серпня 2014    | ITF Вінніпег, Канада     | Тверде   | Марія Фернанда Алвеш | Розі Джогансон Шарлотт Петрік                 | 3–6, 3–6            |